# Coregonus oxyrinchus
Coregonus oxyrinchus é uma espécie de peixe da família Salmonidae.
Pode ser encontrada nos seguintes países: Bélgica, Dinamarca, Estónia, Finlândia, Alemanha, Irlanda, Letónia, Lituânia, Luxemburgo, os Países Baixos, Noruega, Polónia, Rússia, Suécia e o Reino Unido.